# Словообразовательный тип
Словообразовательный тип — одно из центральных понятий словообразования; совокупность производных слов, объединяемых тождеством части речи, к которой они принадлежат, и части речи их производящих, единством словообразовательного средства (форманта) и словообразовательного значения.
Словообразовательные типы различаются по степени регулярности и продуктивности.
В тех или иных словообразовательных типах могут быть выделены семантические подтипы.
Словообразовательные типы с одним словообразовательным значением объединяются в комплексную единицу более высокого уровня — словообразовательную категорию.